# 陳佗
陳佗（前754年—前706年），媯姓，名佗，一名他，又称为五父。陳佗為春秋諸侯國陳國君主之一，是陳文公兒子。前707年正月，趁其兄長陳桓公媯鮑病，殺死桓公太子免，自立。一年后（前706年）八月為蔡國人所殺，在位期間為前707年正月至前706年八月，共在位20个月，他是陳國第13位君主。

## 家庭

### 父母
- 父：陳文公

### 兄弟
- 兄：陳桓公

## 文學形象
根據《毛詩序》〈陳風．墓門〉的諷刺對象就是陳佗。
| 前任： 陳桓公 | 春秋陳國君主 在位期間前706年，共在位20个月 | 繼任： 陳厲公 |